# Hiroshi Kunita
Hiroshi Kunita (né le 31 janvier 1937 à Higashi-Yodogawa dans la préfecture d'Osaka ; mort le 26 juillet 2019 à Fukuoka) est un mathématicien et professeur d'université japonais. Il est spécialiste en théorie des probabilités.

## Biographie
Kunita est né en 1937 à Higashi-Yodogawa. Il fréquente le lycée Kitano. De 1955 à 1959, il étudie à l'Université de Kyoto, où il suit les cours et séminaires de Kiyoshi Itō. De 1959 à 1961, il suit des cours pour une maîtrise en mathématiques. En avril 1965, il obtient son doctorat à l'université de Kyūshū avec une thèse sur Applications of Martin boundaries to instantaneous return Markov processes over a denumerable space. En 1964, il devient professeur adjoint à l'université de Nagoya.
En 1965, il est invité par Joseph Leo Doob à l'université de l'Illinois, aux États-Unis. Il rencontre Shinzō Watanabe qui séjourne à l'université Stanford. En 1967, il retourne également au Japon. En 1977, il devient professeur à l'université de Kyushu et y reste jusqu'en 2000. Il rejoint ensuite l'université Nanzan, une université privée de Nagoya.

## Travaux
Kunita a travaillé dans de nombreux domaines en stochastique, dont les équations différentielles stochastiques et les flux stochastiques, la géométrie stochastique, le calcul de Malliavin, la théorie des filtres stochastiques.
Avec Watanabe, Kunita a prouvé ce qui est appelé l'inégalité de Kunita-Watanabe. Il a introduit l'opérateur carré-du-champ (de), notion qui a été redécouverte par Jean-Pierre Roth.
En 2006, il prouve avec Yasushi Ishikawa un résultat sur l'existence et le caractère lisse de la densité de la loi de probabilité de la solution d'une équation différentielle stochastique canonique sous un processus de Lévy.